# Chileflamingo
Chileflamingo (Phoenicopterus chilensis) är en sydamerikansk fågel i familjen flamingor inom ordningen flamingofåglar.

## Utseende
Chileflamingon är en mycket stor fågel med en kroppslängd på 100–120 centimeter och ett vingspann på 120–135 centimeter. Den är nära släkt med större flamingo (P. roseus) och är lik denna, men är mindre, mer än halva näbben är svart och tydligt röda "knän" som kontrasterar mot i övrigt beigegrå ben. Den är också generellt mer mättat skär, men mindre så än karibflamingon (P. ruber).

## Bilder

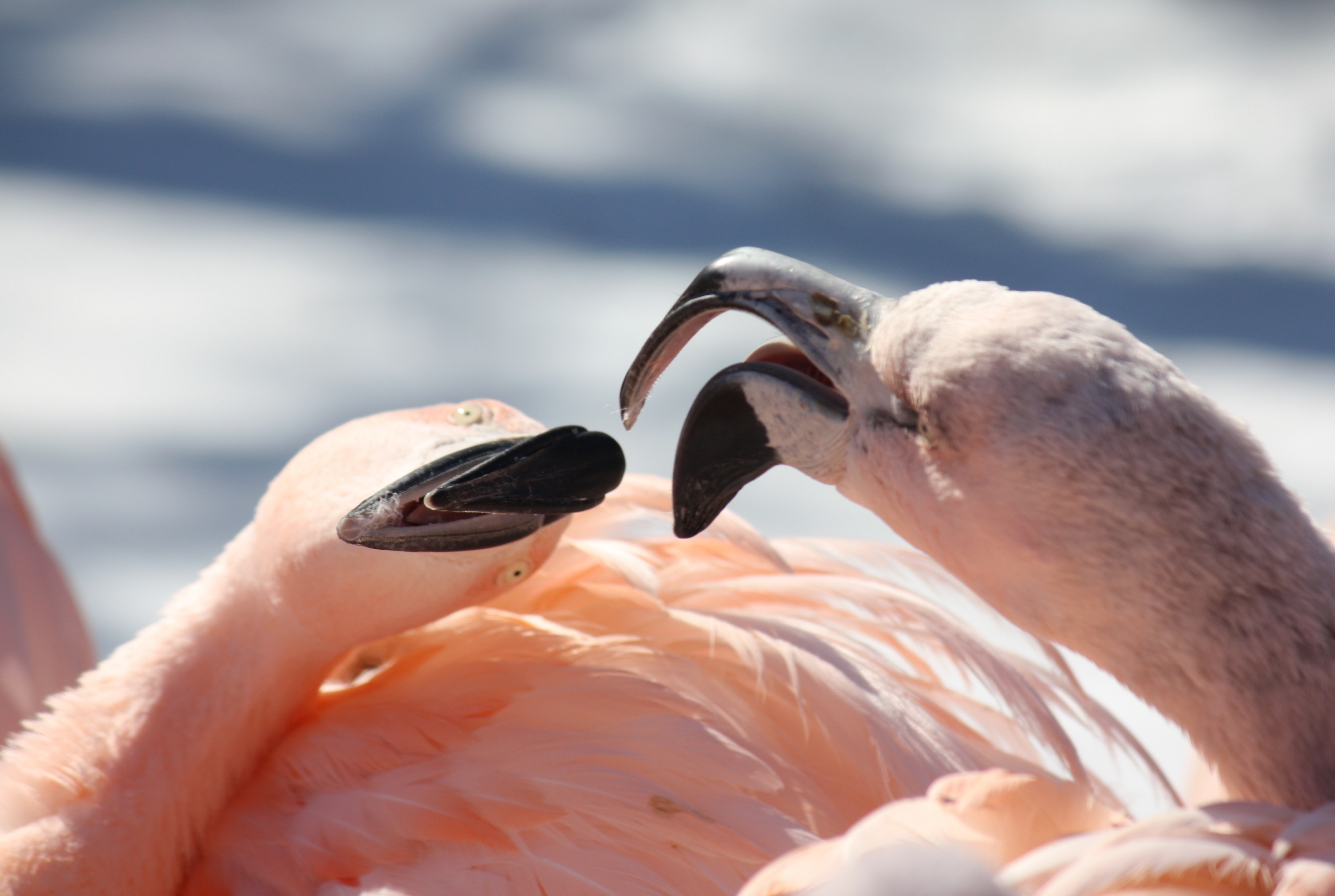
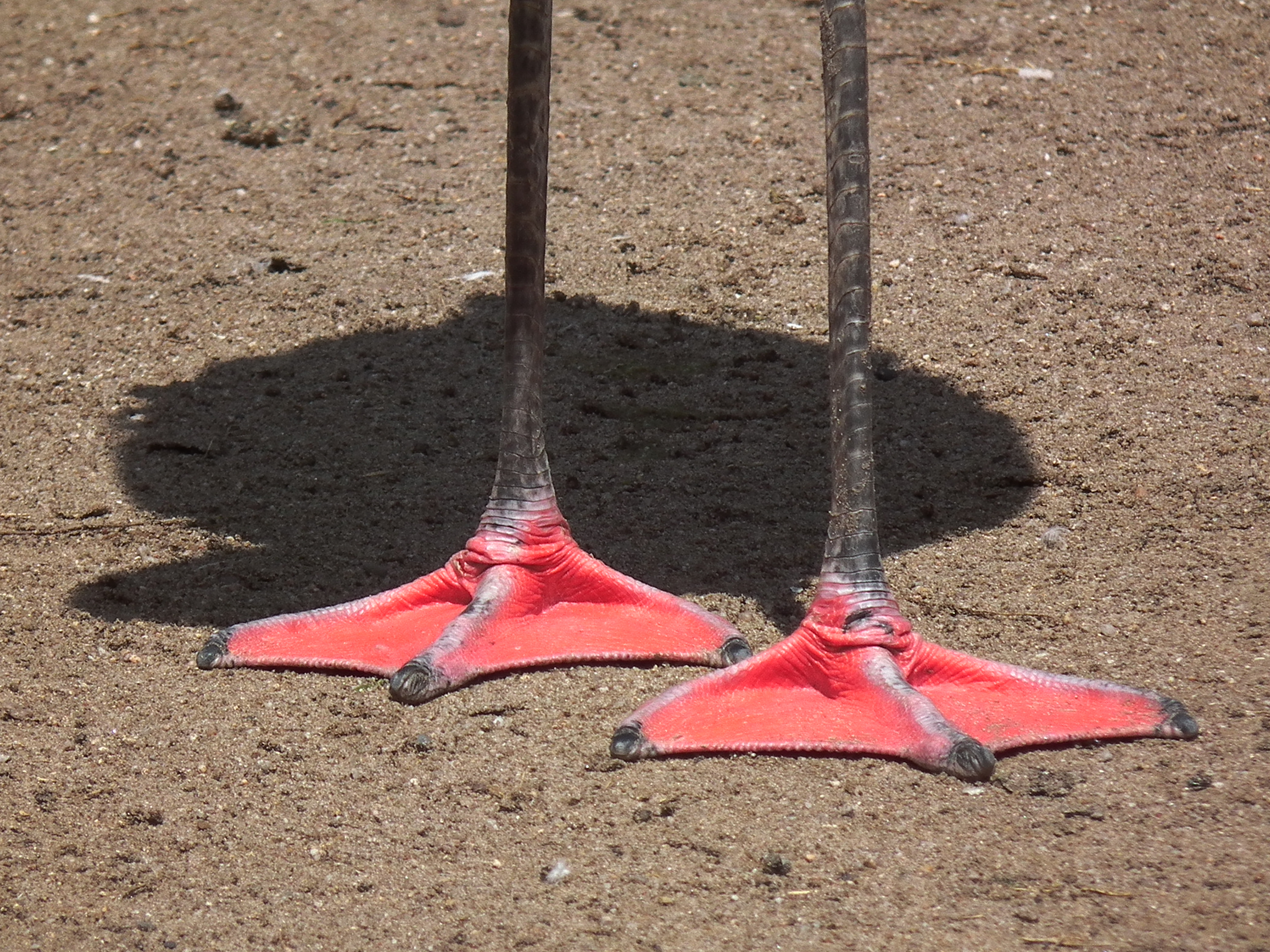
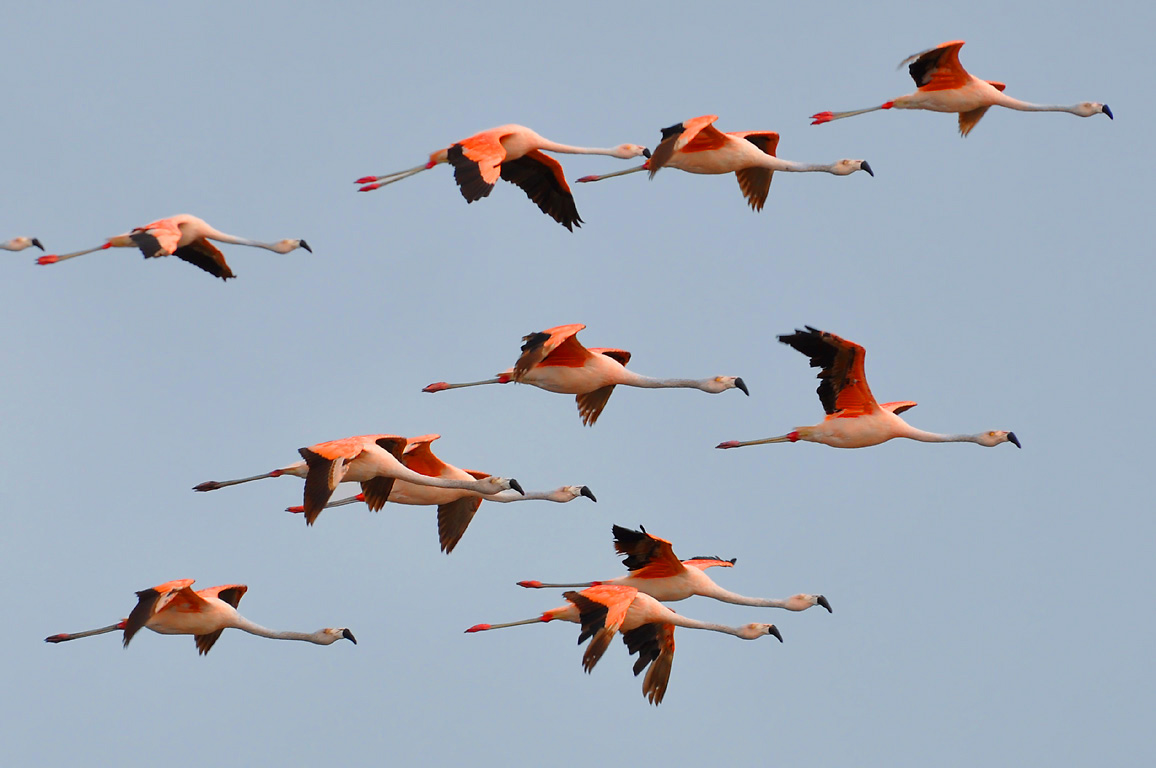
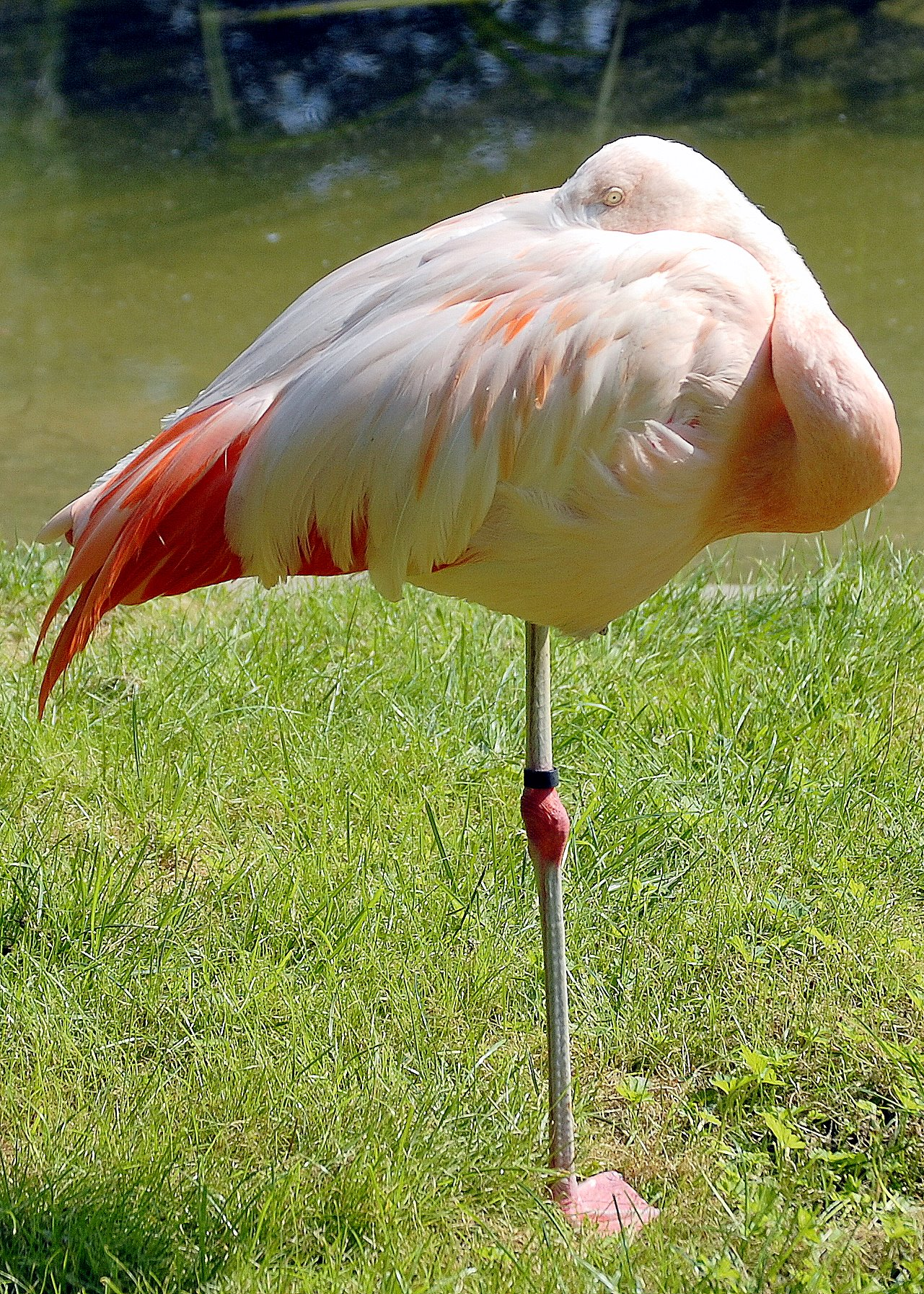
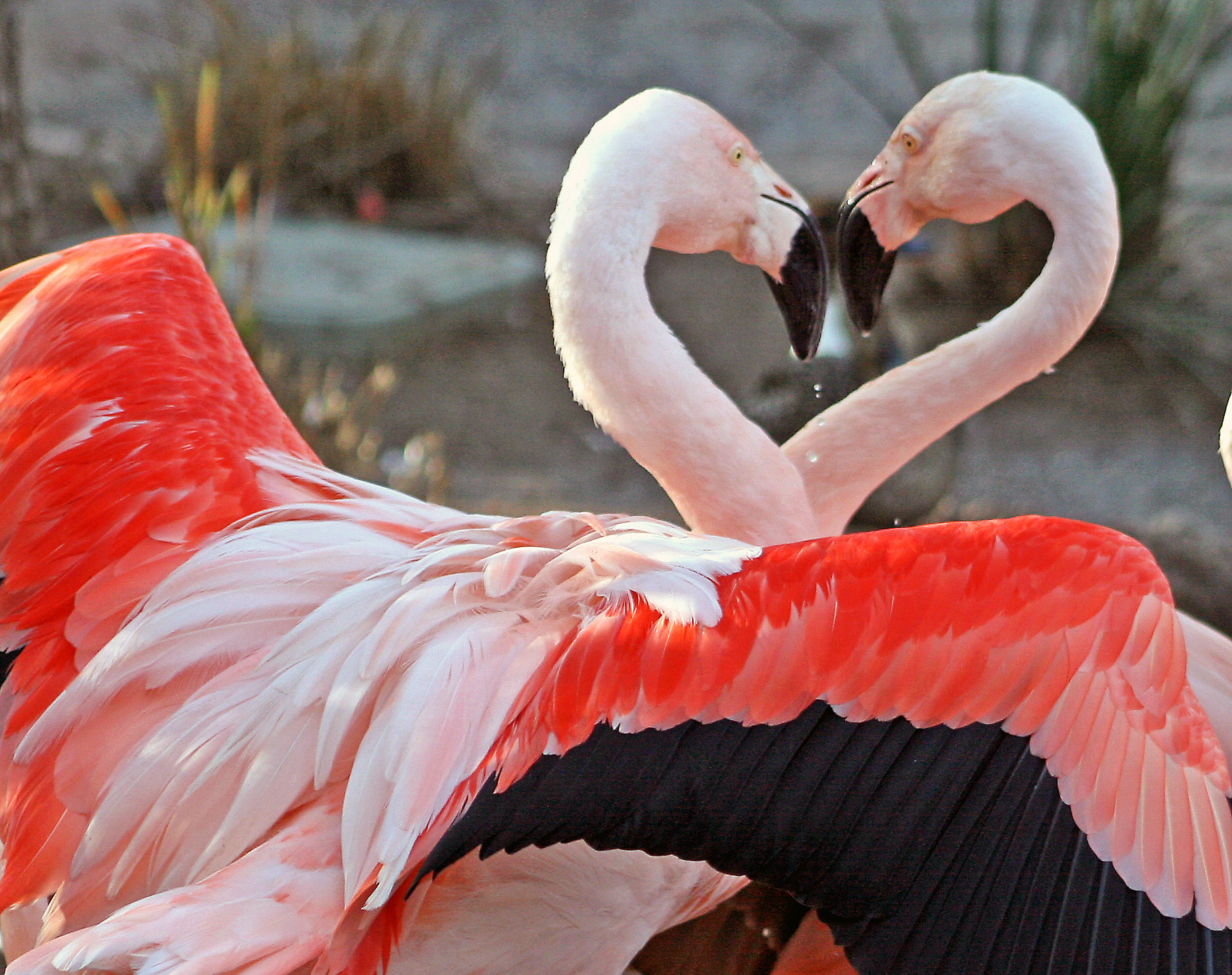

## Utbredning
Arten förekommer naturligt i Anderna och på pampas från södra Brasilien till södra Argentina. Den hålls även i flera fågelparker världen runt, vilket gör att friflygande individer kan ses lite varstans. I Tyskland finns en inplanterad population.

Chileflamingons världsutbredning.

## Levnadssätt
Arten påträffas på kustnära lerslätter, i flodmynningar, laguner och kring saltsjöar upp till 4 500 meter över havet. Liksom andra flamingor är fågelns näbb försedd med kamliknande lameller som gör att den kan filtrera vatten efter alger och plankton.

### Häckning
Chileflamingon lever i stora flockar i det vilda och kräver stora kolonier för att kunna häcka. Den vill också ha tillgång till vatten med rätt salthalt och öar med omgivande lerslätter, omständigheter varierar från år till år, varför chileflamingon ofta skjuter upp sin häckning; vid Mar Chiquita häckade fågeln bara nio av 26 år fram till 1999.
Hanen och honan hjälps åt att bygga det pelarformade lerboet. Båda könen turas om att ruva det enda ägget, och båda två kan producera en mjölkliknande vätska för att mata ungen.

## Status
IUCN kategoriserar arten som nära hotad och anses minska relativt kraftigt i antal till följd av ägginsamling, jakt och habitatförstörelse. Från att i mitten av 1970-talet ha uppskattats till en halv miljon individer tros världspopulationen numera bestå av 300 000.

## I kulturen
Fågeln finns på frimärken från Argentina, Chile, Falklandsöarna och Peru.